# Strabon
Strabon (grekiska: Στράβων), född omkring 63 f.Kr. i Pontos, död omkring 24 i Rom, var en grekisk historiker, geograf och filosof.

## Biografi
Strabon studerade i Rom och troligen även i Alexandria och företog år 24 f.Kr. en resa uppför Nilen. Under senare delen av sin levnad skrev Strabon Geographica, ett omfattande arbete, 17 böcker, vilka behandlade världens fysikaliska-matematiska geografi. En topografisk beskrivning av Europa, Asien och Afrika ingick även.
Strabons första större arbete var Historica hypomnemata - Historiska minnen, 43 böcker, av vilket endast återstår ett ark papyrus, vilket förvaras på Milanos universitet.
Som stoiker ansåg han att geografin utgjorde en del av filosofin. Han var motståndare till den romerska imperialismen.

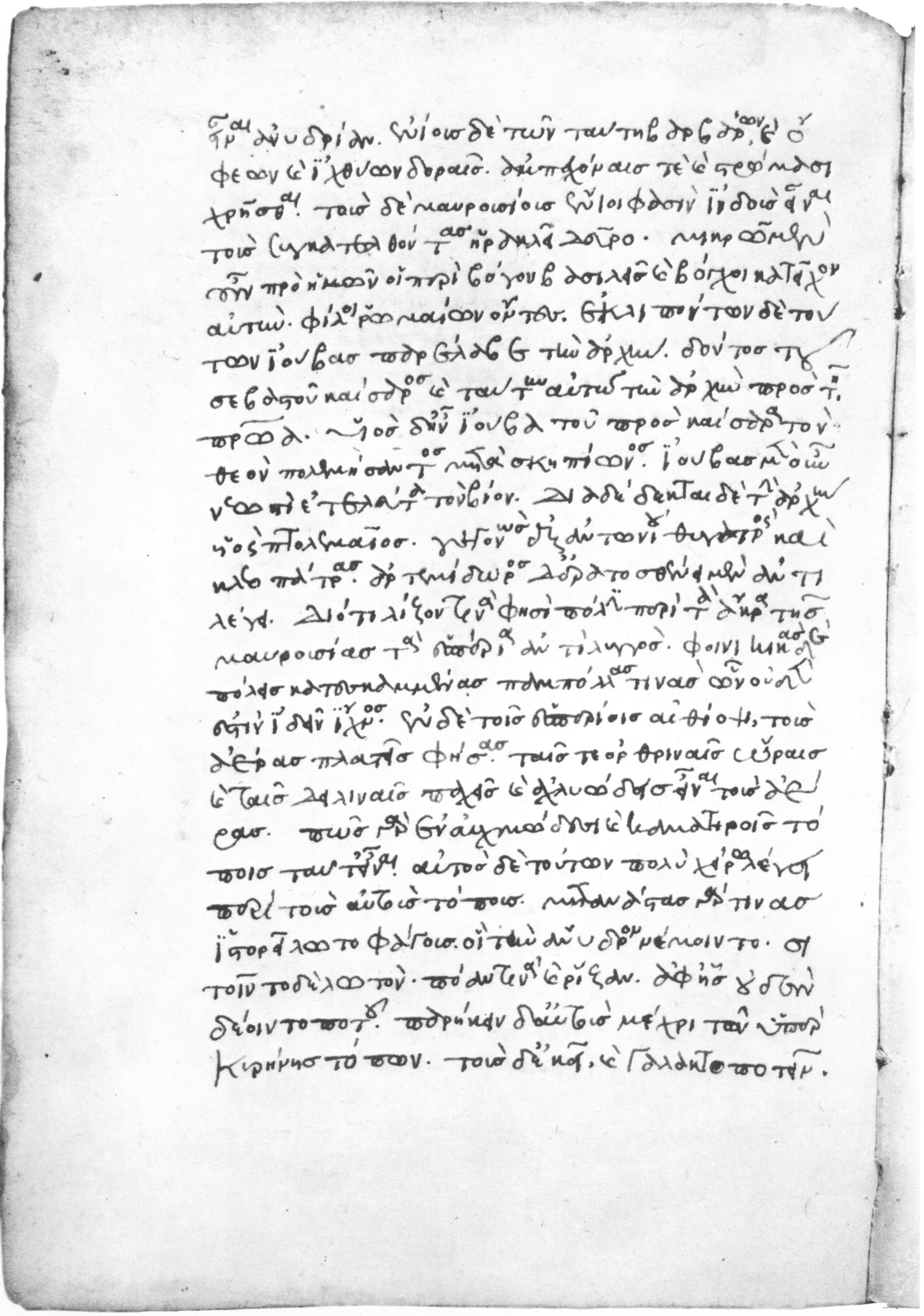
Avskrift av sida i Geographica.

## Eftermäle
Nedslagskratern Strabo på månen och asteroiden 4876 Strabo är uppkallade efter Strabon.